# Małoriazancewe
Małoriazancewe (ukr. Малорязанцеве) – osiedle typu miejskiego na Ukrainie, w obwodzie ługańskim, w rejonie siewierodonieckim. W 2001 liczyło 983 mieszkańców, spośród których 728 posługiwało się językiem ukraińskim, 253 rosyjskim, a 2 białoruskim.